# Ingolf Wunder

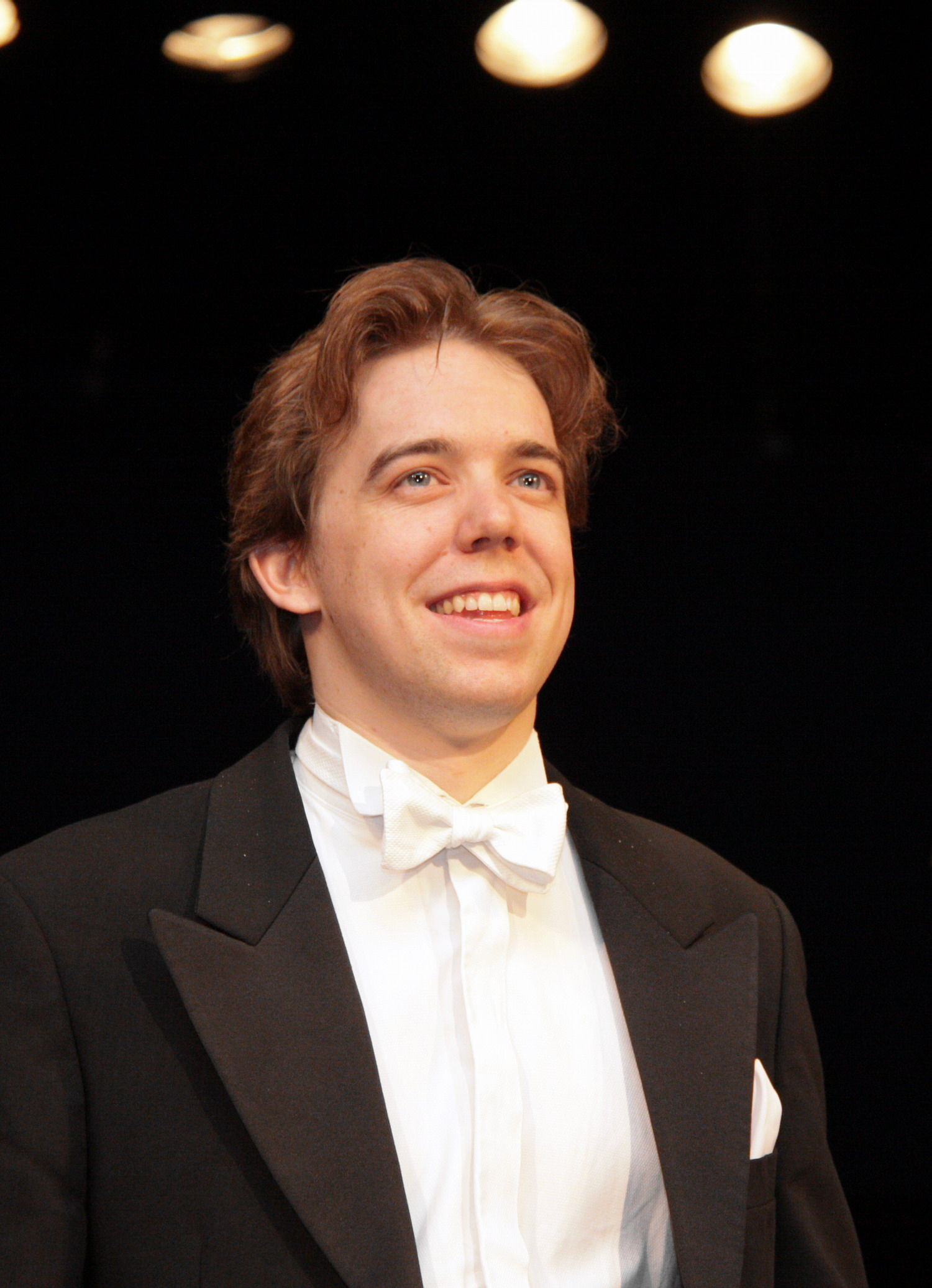
Ingolf Wunder (2011)

Ingolf Wunder (* 8. September 1985 in Klagenfurt) ist ein österreichischer Pianist, Dirigent und Unternehmer.

## Leben
Nach anfänglichem Violinstudium wechselte er erst mit 14 Jahren zum Klavier und debütierte 1999 im Wiener Konzerthaus. Er studierte am Kärntner Landeskonservatorium in Klagenfurt und am Konservatorium Linz sowie an der Universität für Musik und darstellende Kunst Wien. Beim Internationalen Chopin-Wettbewerb 2010 mit 81 Teilnehmern erreichte er zusammen mit Lukas Geniušas den zweiten Platz. Er gewann auch den Publikumspreis sowie die Sonderpreise für die beste Interpretation eines Klavierkonzerts und die beste Darbietung der Polonaise-Fantasie.
2006 erschien seine erste CD mit Werken von Frédéric Chopin und Maurice Ravel sowie Franz Liszt. 2011 erschien seine zweite CD ausschließlich mit Werken von Chopin bei der Deutschen Grammophon. Weitere CDs bei der Deutschen Grammophon: 300, Klavierkonzerte mit Vladimir Ashkenazy und Chopin & Liszt in Warsaw.
2019 gab Wunder sein öffentliches Debüt as Dirigent in der Filharmonia Łódzka. Im Jahr 2020 dirigierte er Góreckis 3. Sinfonie an der Opera Leśna in Sopot.
Im Jahr 2020 gründete Wunder zusammen mit Paulina Wunder die Distanzunterrichts-Plattform appassimo.com, die genutzt wurde von der Universität der Künste Berlin, der Hochschule für Musik Hanns Eisler Berlin, der Hochschule für Musik, Theater und Medien Hannover, der Kunst-Universität Graz, der Anton Bruckner Privatuniversität, der Gustav Mahler Privatuniversität für Musik, dem JAM MUSIC LAB Privatuniversität für Jazz und Popularmusik Wien, dem European Union Youth Orchestra, der Ottawa University, der Kalaidos Musikhochschule Zürich und der Städtischen Jugendmusikschule Göppingen.
Im Jahr 2019 hielt Wunder in Klagenfurt einen TEDx-Vortrag über Musik. Im Jahr 2021 hielt er eine Rede beim Internet Governance Forum der Vereinten Nationen über die Bedeutung von qualitativ hochwertiger Musik und Musikerziehung in einer Welt voller Technologie und KI.
Im Jahr 2022 gründete Ingolf Wunder zusammen mit Paulina Wunder das Musik-KI-Projekt "Frycek" in Zusammenarbeit mit der ETH Zürich / SDSC und der Kalaidos Musikhochschule. Es konzentriert sich auf die Entschlüsselung von Wunder's Hypothese eines "Codes" der Musikinterpretation und zielt darauf ab, die emotionale Wirkung von Musik durch Interpretation zu identifizieren. Diese Forschungsinitiative hat mit ersten Ergebnissen Aufmerksamkeit erregt und Wunder in einem Artikel des Corriere della Sera den Beinamen "musikalischer Genetiker" eingebracht, in dem sein innovativer Einsatz von künstlicher Intelligenz zur Erforschung der Impulse in der Musikinterpretation hervorgehoben wurde.